# Віктор Сільвестер
Віктор Марлборо Сільвестер (англ. Victor Marlborough, 25 лютого 1900, Лондон — 14 серпня 1978) — англійський артист, був танцюристом, композитором, музикантом і бенд-лідером британського танцювального бенду. Віктор Сільвестер справив великий вплив на розвиток бальних танців у першій половині 20-го століття. Було продано 75 мільйонів примірників його записів з 1930-х до 1980-х років.

## Ранні роки
Сильвестр був другим сином вікарія з лондонського району Вемблі. Він навчався в коледжі Ardingly, школі St. John's, Leatherhead і John Lyon School в Хероу, з яких згодом відрахувався.
Під час Першої світової війни, у вересні 1916 року, він вступив на службу в британську армію і служив рядовим розвідником у Аргайл і Сазерленд. Про свій вік він збрехав призовним органам, заявивши, що йому 20, тоді як йому було лише 16. Він брав участь в битві біля Арраса в квітні-травні 1917 року, а також був членом п'яти ескадронів страт, які розстрілювали дезертирів. Як тільки його реальний вік був розкритий, він був негайно виведений з фронту і відправлений назад на військову базу в Етаплі. Через два тижні він був переведений в перше британське відділення швидкої допомоги для служб Італії.
4 вересня 1917 року в Селла-ді-Дол, недалеко від Сан-Габріеле, під час евакуації поранених італійських військовослужбовців на ношах, в результаті важкого бомбардування австрійцями і німцями, він був поранений в ногу через вибух снаряда, але відмовився від медичної допомоги, поки інші поранені не були евакуйовані. За свою відвагу він був нагороджений італійською бронзовою медаллю за військову доблесть в декреті військового міністра Італії від 30 листопада 1917 року.
Після війни він навчався у Вустер-коледж в Оксфорді протягом 1 року. Йому запропонували місце в Королівському військовому коледжі в Сандгерсті і він думав продовжити свою військову кар'єру, але швидко вирішив, що це не його. Він вивчав музику в Трініті-коледжі в Лондоні, маючи до цього досвід гри на фортепіано лише з дитячих уроків з вчителями.

## Кар'єра танцюриста
Тим часом йому стали цікаві танці. Він був одним з перших повоєнних англійських танцюристів, який показав повний «природний поворот» у повільному вальсі. Це нововведення стало причиною його перемоги на першому Чемпіонаті світу з бальних танців у 1922 році з Філліс Кларк у статусі партнерки. Через кілька днів він одружився з Дороті Ньютон.
Він знову виступив у 1924 році, посівши друге місце після Максвелла Стюарта — винахідника подвійного зворотного обертання у вальсі — і Барбари Майлз. Він був одним із засновників Бального комітету Імператорського товариства вчителів танців, який систематизував теорію та практику бальних танців — тепер відому як міжнародний стиль — і опублікував першу книгу, що втілює нові стандарти 1927 року. Це був Modern Ballroom Dancing, що став бестселером і зберігся в друку в багатьох виданнях, останній з яких вийшов в 2005 році.
Потім він відкрив танцювальну академію в Лондоні, яка в підсумку перетворилася в мережу з 23 танцювальних студій. До початку 1930-х років його вчення стало відомим, і він навчив деяких знаменитостей того часу, серед яких була Естель Томпсон, більш відома як Мерль Оберон. У Віктора в 1950-х роках було своє власне телевізійне шоу на BBC, яке називалося BBC Dancing Club, а пізніше він був президентом Імператорського товариства вчителів танців.

## Музична кар'єра
Відсутність, на його думку, правильних записів для бальних танців, призвело до того, що Сільвестер у 1935 році сформував свою власну групу з п'яти осіб, яку згодом розширили і назвали «Victor Silvester and his Ballroom Orchestra», чий перший альбом «You're Dancing on My Heart» (Аль-Браяна і Джордж М. Маєра), був проданий у кількості 17 000 копій. Він наполіг, щоб його записи точно відповідали тактам в хвилину, рекомендованим ISTD для бальних танців, поняттю, названому «strict tempo (строгий темп)». У британських очах він став нерозривно пов'язаний з фразою «повільно, повільно, швидко-швидко-повільно» — ритм, який використовується в фокстрот та квікстеп.
Група Сільвестера завжди мала характерне звучання, досягнуте незвичайним складом в тому числі, а також розділ звичайного ритму, альт-саксофон (спочатку Чарлі Спінеллі, а пізніше, протягом 26 років, Едвард Оуен «Poggy» Погсон, який раніше грав в оркестрах Джека Пейна і Джека Гілтона), ведуча сольна скрипка (протягом багатьох років зазвичай це Оскар Грассо), і не одне, а два фортепіано, одне грає соло, а інше підтримує імпровізоване дзвінке контінуо на задньому плані протягом кожного твору, Сільвестер назвав це явище «лимонад». Цей звук піаніно, як кажуть, був створений для нього піаністом, а пізніше, лідером групи і радіо-зіркою Бі-бі-сі Феліксом Кінгом.
Сільвестер зазначає у своїй автобіографії, що його перші два піаністи в 1935 році були Джеррі Мур, який відповідав за мелодію і Фелікс Кінг, що відповідав за «лимонад». Більш пізні піаністи в різний час, були: Монія Літер, Чарлі Пуд, Джек Філліпс, Біллі Манн, Віктор Паркер (також акордеон), Ернест «Слім» Вілсон (який також був головним аранжувальником Сільвестера і з яким він написав кілька п'єс), Едді Маколей і Ронні Тейлор. Барабанщиком Сільвестера протягом понад чотирьох десятиліть був Бен Едвардс. Це були першокласні гравці, деякі з яких (наприклад, Літер, Грассо і Погсон) вже були відомі в джазі, перш ніж вони приєдналися до бенду Сильвестра. На відміну від більшості британських танцювальних груп тієї доби, вокалу у Сільвестера не було. Він продовжував робити музику протягом півстоліття, в основному охоплюючи популярні стандарти музики і мелодії з телешоу, тредовий джаз і в останні роки, особливо з 1971 року, коли оркестр продовжував працювати під керівництвом його сина Віктора Сільвестера молодшого, рок, диско і поп.

## Конкуренція
Продажі записів Сільвестера були настільки великі, що конкуренція була неминуча. Інші танцюристи приєдналися до цієї ідеї і створили свої власні бенди. Серед них були: Генрі Жак, Максвелл Стюарт, Жозефіна Бредлі і Воллі Фраєр. Були й інші бенди на чолі з відомими музикантами. Кращим з конкурентів Віктора був, ймовірно, Джо Лосс, у якого була більш довга музична кар'єра, ніж у Сільвестера. У післявоєнний період, переможцем цієї гонки в латинських танцях під (в основному) кубинські і бразильські ритми був Едмундо Рос.

## Останні роки
До 1958 року, коли він опублікував свою автобіографію, тоді він уже був найбільш успішним лідером танцювальних бендів в історії британської музики і головною зіркою британського радіо і телебачення. Його телевізійне шоу BBC Dancing Club тривало 17 років, з 1948 по 1975 рокт. Його некролог в «Таймс» відмітив: «Включаючи радіо в Фамагусті, Кейптауні або Пекіні, можна почути, як його музика звучить з динаміків».
Віктор Сільвестер був удостоєний звання офіцер «Ордена Британської імперії» в 1961 році. Він помер під час відпустки на півдні Франції у віці 78 років. Оркестр існував під керівництвом його сина до 1990-х років. Віктор, його дружина і син увічнені в Golders Green Crematorium, в Лондоні.